# Orthotrichum oreophilum
Orthotrichum oreophilum là một loài rêu trong họ Orthotrichaceae. Loài này được Lewinsky & van Rooy mô tả khoa học đầu tiên năm 1990.